# Aghilès Benchaâbane
Aghilès Benchaâbane (Tizi Ouzou, 13 september 1989) is een Algerijns voetballer die momenteel uitkomt voor het Algerijnse USM Annaba dat uitkomt in het Algerian Championnat National.
Hij speelde in zijn jeugd bij respectievelijk DC Boghni en JS Kabylie. In het betaald voetbal speelde hij tot nu toe voor 2 clubs: USM Alger en zijn huidige club USM Annaba.